# Peha
Peha — словацька поп-рок група, утворена в 1997 в місті Пряшеві, Словаччина. Є однією з найпопулярніших словацьких музичних груп. Також користується великою популярністю в Чехії. Найвідоміший альбом — «Deň medzi nedeľou a pondelkom» («День між неділею і понеділком»). Тексти пісень для групи, за деякими винятками, пише Владо Краус. Вокалісткою і співавтором музики для групи є Катаріна Кнехтова.

## Історія

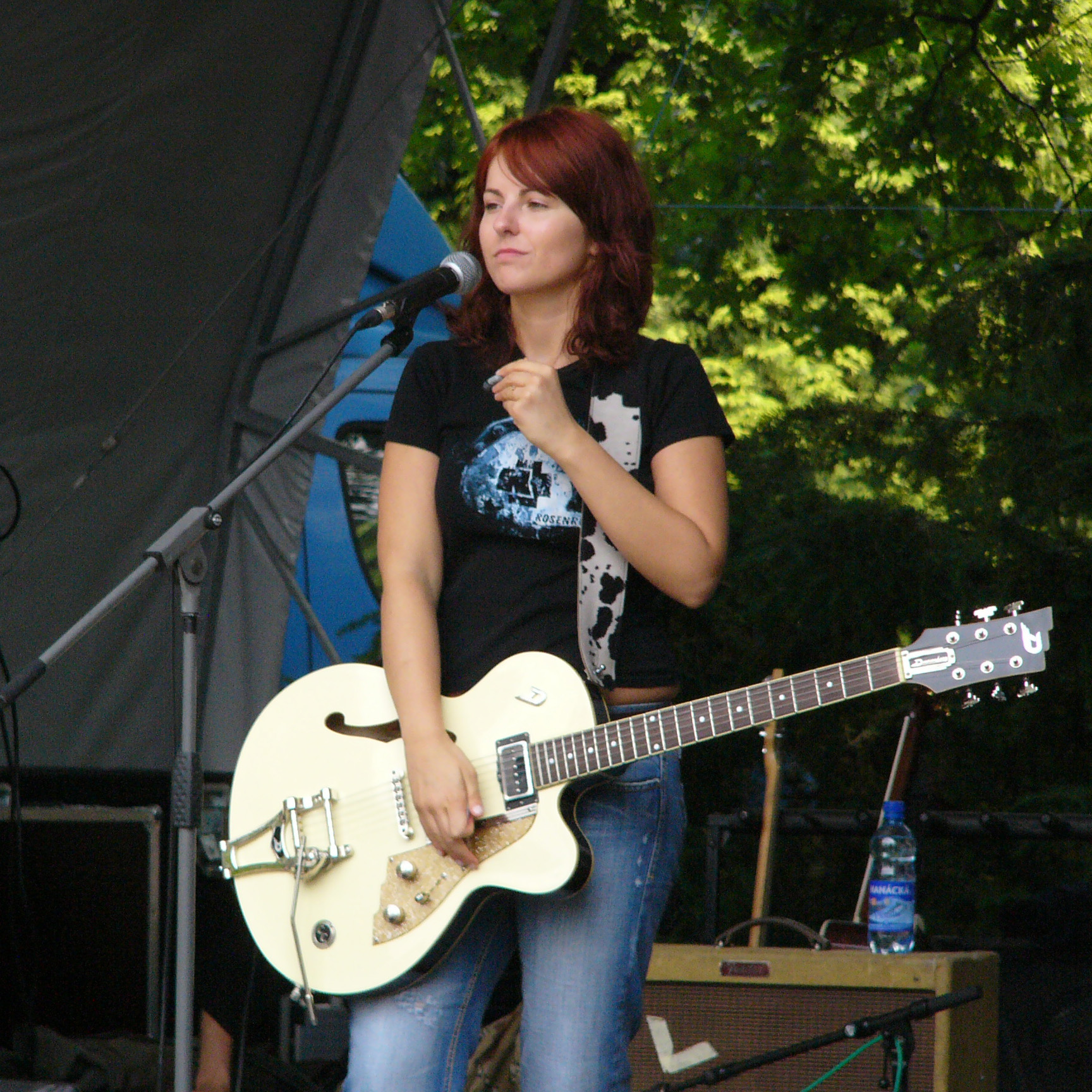
Вокалістка Катаріна Кнехтова в 2007

Група вперше виступила на сцені в квітні 1997. Перші роботи випускалися за сприяння Škvrna records. У 1998 був підписаний контракт з Sony Music Bonton, нині Universal Music. У січні 1999 пісня «Diaľkové ovládanie» потрапила на радіо і телебачення і через 2 місяці стала найпопулярнішою піснею в Словаччині. Іншим хітом стала пісня «To sa Ti len zdá» і у вересні 1999 був випущений перший альбом «Niečo sa chystá».
Влітку 2000 разом з колективом «Nocadeň» група вирушила в турне і в ході гастролей почала готувати свій другий альбом. Він був випущений навесні 2001 і названий «Krajinou». Першим синглом стала композиція на пісню «Hlava vinná, telo nevinné». У тому ж році Катаріна Кнехтова отримала премію Aurel в номінації за найкращий вокал. У 2003 вийшов альбом «Experiment», пілотним синглом якого стала пісня «Naoko spím», а також звернули на себе увагу пісні «Len tak ísť», «Hypnotická» і «Slnečná balada».
Навесні 2004 разом з групою «Chinaski» «Peha» їздила на гастролі. Далі, в 2005 і вже з новим лейблом Universal Music, вони випустили свій четвертий студійний альбом під назвою «Deň medzi nedeľou a pondelkom». Основною його композицією став сингл «Za tebou», що приніс в 2005 «Peha» статуетки премії Aurel в номінаціях «найкращому вокалісту», «за найкращу композицію», «за найкращий альбом» і «найкращій групі». У Словаччині альбом був сертифікований як платиновий, а в Чехії — золотий.
У листопаді 2006 разом з групою «Kryštof» «Peha» потрапляє в концертний тур Рубікон. Цьому передує ретроспективний альбом «Best Of», виданий лейблом Sony BMG. Кульмінацією туру став концерт, що відбувся 12 вересня 2006 на празькій арені T-Mobile з більш ніж 9000 глядачами. В 2006 група стала дуже популярною в Чехії.
На додаток до цього, альбоми «Deň medzi nedeľou a pondelkom» і «Best Of» вивели рейтинг групи на 15-е місце за статистикою IFPI і композиції з них протягом дев'яти тижнів були в безперервній ротації на чеських радіостанціях, а пісня «Spomaľ» залишалася хітом номер один протягом 10 тижнів.
На початку 2007 альбом «Deň medzi nedeľou a pondelkom» став тричі «платиновим» на території Чехії, так як було продано понад 30 000 його примірників.
Група виступала в музичній телепередачі в празькій Люцерні і про неї друкував журнал «Music Awards» в Пльзені. Навесні того ж року «Peha» виступала в чеських концертних залах і була дуже добре прийнята аудиторією, включаючи два концерти в празькій «Палас Акрополіс».
У 2007 в словацькому друкованому виданні «Правда» з'явилася стаття, згідно з якою колектив і його основна вокалістка припиняють співпрацю, Катаріна Кнехтова починає сольні виступи, а «Peha» продовжує свою творчість в чеській і словацькій поп-музиці.

## Склад
- Катаріна Кнехтова — вокал, гітара, клавішні
- Karol Sivák — електрогітара
- Marek Belanský — бас-гітара
- Juraj Ondko — клавішні
- Martin Migaš — ударні

## Дискографія
- 2001: Aurel — за найкращий вокал
- 2005: Додати Aurel — за найкращий вокал; за найкращу пісню; за найкращий альбом — «Deň medzi nedeľou a pondelkom»; найкращому колективу
- 2006: Aurel — за найкращу пісню — «Spomal»
- 2007: Slávik — група зайняла 3-є місце в своїй категорії
- 2007: Slávik — 2-е місце в категорії серед вокалістів